# Longquanyi
Longquanyi léase Longchuán-Yí (en chino: 龙泉驿区 , pinyin:Lóngquányì Qū) es un distrito urbano bajo la administración directa de la Subprovincia de Chengdu, capital provincial de Sichuan. El distrito yace en una llanura con una altitud promedio de 520 m s. n. m., ubicada a 25 km al sureste del centro financiero de la ciudad, formando parte de la zona metropolitana de Chengdu. Su área total es de 558 km², teniendo cerca de 100 km² de área urbana,y su población proyectada para 2010 fue de 767 203 habitantes.
En el distrito se ubica el Estadio Chengdu Longquanyi, escenario deportivo plaza de la Copa Asiática 2004 .

## Administración
El distrito de Longquanyi se divide en 12 pueblos que se administran en 4 subdistritos, 7 villas y 1 aldea.